# Panaspis annobonensis
Panaspis annobonensis är en ödleart som beskrevs av  Ion Eduard Fuhn 1972. Panaspis annobonensis ingår i släktet Panaspis och familjen skinkar. Inga underarter finns listade i Catalogue of Life.
Denna ödla förekommer endemisk på ön Annobón i Atlanten som tillhör Ekvatorialguinea. Arten vistas i låglandet och i kulliga regioner upp till 600 meter över havet. På ön hittas fuktiga skogar med träd som är täckta av mossa och torra skogar. Det är oklart vilket habitat ödlan föredrar. Antagligen besöker djuret alla regioner på ön som har ett lövskikt.
Regionalt förekommer växlande jordbruk. Om ödlan påverkas är inte känt. IUCN listar arten med kunskapsbrist (DD).